# Cheilocostus lacerus
Cheilocostus lacerus är en enhjärtbladig växtart som först beskrevs av François Gagnepain, och fick sitt nu gällande namn av C.D.Specht. Cheilocostus lacerus ingår i släktet Cheilocostus och familjen Costaceae. Inga underarter finns listade.